# إلياس خان
إلياس خان مدينة من مدن كوسوفو. يبلغ عدد سكانها 9759 نسمة وذلك حسب إحصائيات سنة 2014. يبلغ ارتفاع المدينة عن سطح البحر قرابة 516 متر. تبلغ مساحتها 82.9 كم².